# Bombardeo de Minsk
El bombardeo de Minsk fue una serie de ataques aéreos realizados por la Alemania nazi con aviones bombarderos en Minsk, la capital de la RSS de Bielorrusia, en la Unión Soviética, durante la Segunda Guerra Mundial. 

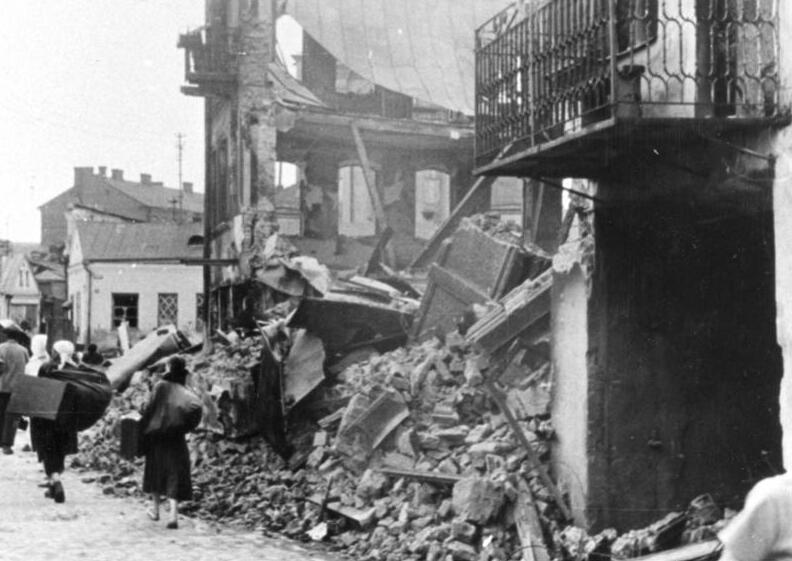
Edificio destruido tras los bombardeos en Minsk.

## Ataque principal
Los alemanes lanzaron las primeras bombas sobre Minsk el 22 de junio de 1941, día que comenzó la Operación Barbarroja, y el 23 de junio sobrevolaron la ciudad 11 veces, pero solo bombardearon la estación de tren y los aeródromos. Al día siguiente, el 24 de junio, comenzaron los bombardeos masivos sobre Minsk (con tres oleadas de bombarderos, de 47 aviones cada una). Los ataques a la ciudad continuaron hasta las nueve de la noche con un intervalo de 20 a 30 minutos. Ese día se cortó el suministro de electricidad y agua, se detuvieron los tranvías y las panaderías y las tiendas dejaron de funcionar. 

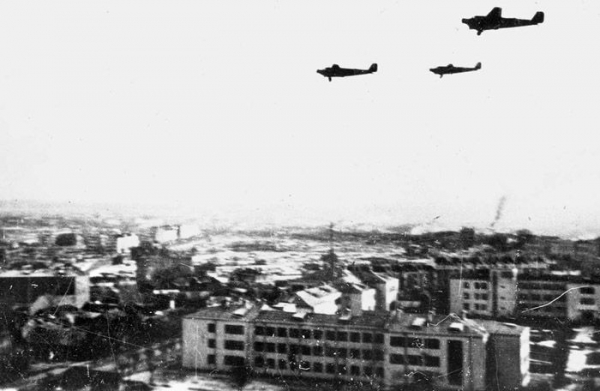
Aviones alemanes sobrevolando la Universidad Estatal de Minsk, el 25 de junio de 1941.

Los cañones antiaéreos de la 7.ª Brigada de las Fuerzas de Defensa Aérea de la URSS, que defendían Minsk, no pudieron resistir los ataques de la aviación alemana. No había suficientes proyectiles; además, algunas unidades de artillería antiaérea de la brigada se encontraban en el campo de entrenamiento de Krupki . Sólo el 25 de junio de 1941 pudieron llegar en busca de refuerzos, pero ya era demasiado tarde. El 26 de junio, la situación en la región de Minsk se deterioró drásticamente y la brigada recibió la orden de retirarse a la ciudad de Borísov. Los incendios arrasaron toda la parte oriental de la ciudad y su centro. En aquella época Minsk estaba construida principalmente de madera, por lo que el fuego se propagó de un edificio a otro a la velocidad del rayo. Los bomberos de la Defensa Civil extinguieron el incendio y sacaron a los heridos de debajo de los edificios derrumbados, pero no tuvieron un impacto significativo en la propagación del incendio.
Las incursiones en la ciudad continuaron hasta el 27 de junio, y el 28 de junio las tropas alemanas entraron en la ciudad.

## Consecuencias y daños

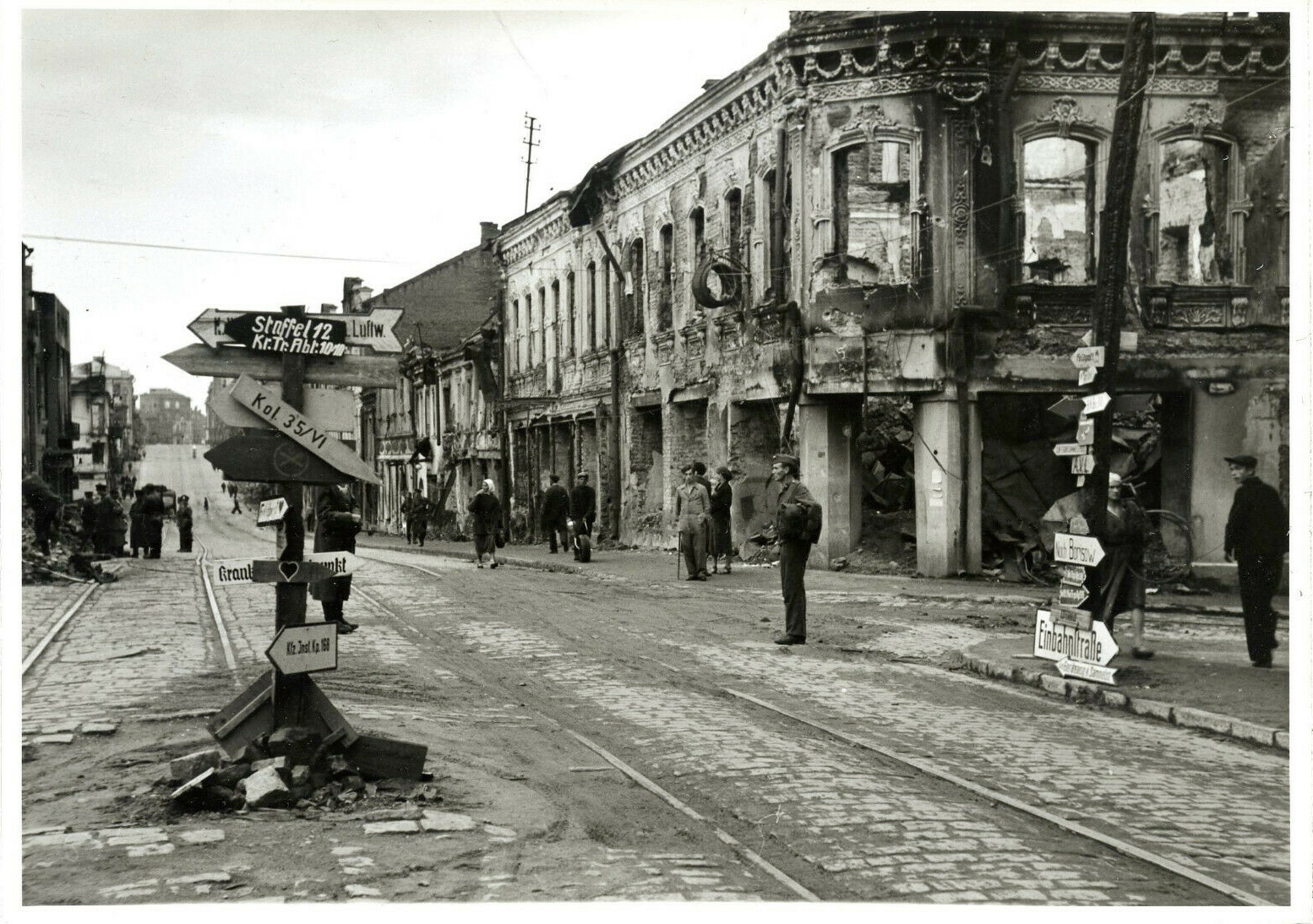
Zona de Minsk dañada tras los bombardeos.

En 1941, durante los ataques de seis días de los bombarderos alemanes, el 80% de los edificios residenciales de la ciudad de Minsk fueron destruidos , el distrito central de la ciudad y el cruce ferroviario fueron completamente destruidos y 313 de las 330 empresas industriales que había fueron destruidas.Fue imposible calcular el número exacto de víctimas humanas, ya que muchos residentes murieron entre los escombros bajo los edificios derrumbados (se tenía planeado comenzar la construcción de refugios antiaéreos hasta el otoño de 1941). En algunas zonas de la ciudad los escombros no fueron retirados hasta el final de la guerra. En 1945, la comisión regional de Minsk para investigar las atrocidades cometidas por los ocupantes alemanes anunció que 186 residentes de Minsk habían muerto durante el bombardeo, sin especificar de qué período se trataba de víctimas. Según empleados del servicio sanitario alemán, el 1 de agosto de 1941 todavía quedaban entre 600 y 700 cuerpos humanos bajo las ruinas de la ciudad.